# Samuel Grass (Mediziner, 1653)

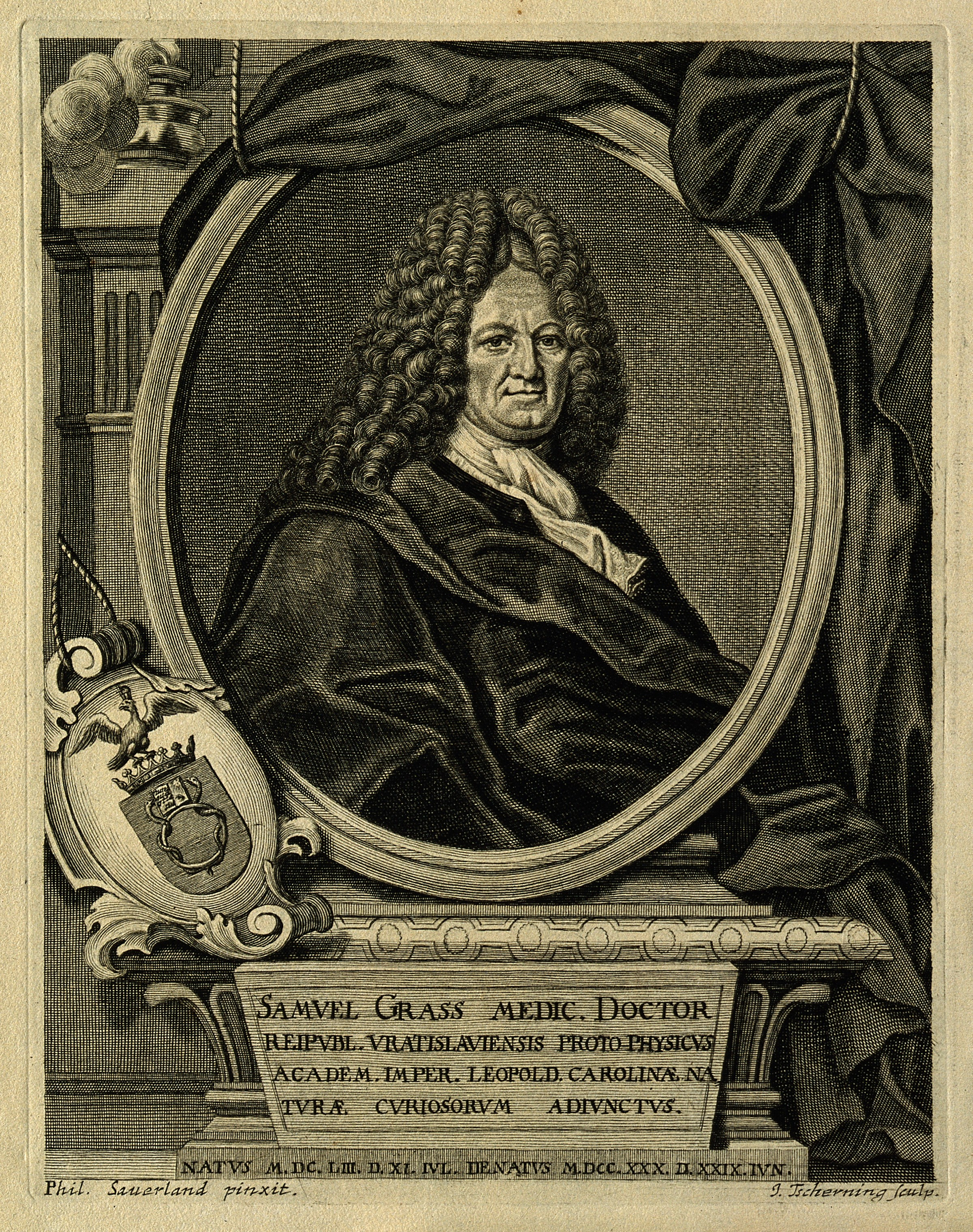
Samuel Grass (1715)

Samuel Grass (* 11. Juli 1653 in Breslau; † 29. Juni 1730 ebenda) war Stadtphysicus in Breslau und Mitglied der Gelehrtenakademie „Leopoldina“.

## Leben
Samuel Grass (der Ältere) war im Jahr 1677 Respondent der Universität Jena unter Georg Wolfgang Wedel. Anschließend wandte er sich an die Universität Padua (Januar 1678). Er war Doktor der Philosophie und der Medizin. Er war Physicus in Jena und später Erster Physicus in Breslau. Er war verheiratet mit Rosina Grass, die einer Breslauer Buchdruckerfamilie entstammte. Einer seiner Söhne war Samuel Grass junior. Dieser war ebenfalls Arzt und Mitglied der Gelehrtenakademie „Leopoldina“. Ein weiterer Sohn war der Jurist Benjamin Grass. Die Tochter war Rosina Grass, verheiratete Sommer.
Am 31. Januar 1694 wurde Samuel Grass (sen.) mit dem Beinamen MESPHE II. oder auch MESUE II. als Mitglied (Matrikel-Nr. 204) in die Leopoldina aufgenommen.

## Veröffentlichungen
- Disputatio Medica Inauguralis De Paralysi, Präsident Georg Wolfgang Wedel. Digitalisat
- mit Georg Wolfgang Wedel, 1645–1721: De Apoplexia / Ex Epitome Praxeos Clinicæ Georgii Vvolffgangi Vvedelii, Hereditarii in Schwartza ... Eodem Præside, Pvblicæ Philiatrorvm Disqvisitioni Svbiecta a Samvele Grassio, A. D. Avgvsti Anno CIƆ IƆCC VII, Ienæ, Krebs, 1707
- mit Maximilian Preuß: Kurtze und Nöthige Unterweisung/ Wie man sich bey der jetzigen Contagion Vor dem Pestilentzialischen Gifft/ und Andern bösen Zufällen bewahren/ Auch/ so jemand damit inficiret/ gebührend curiren könne, Heinich, Cüstrin, 1709